# Tatjana Maria
Tatjana Maria (nascida Tatjana Malek; em 8 de agosto de 1987) é uma tenista profissional alemã. 
Em novembro de 2017, ela alcançou sua melhor classificação de simples no 46º lugar do mundo e, em junho de 2016, alcançou a posição 54 no ranking de duplas.
Ela ganhou três títulos de simples e quatro títulos de duplas no WTA Tour, bem como um título de simples no WTA Challenger Tour. Ela também ganhou 21 títulos de simples e 19 de duplas no Circuito Feminino da ITF. Ela fez doze participações (18 partidas) pela Alemanha nas competições da Fed Cup entre 2006 e 2011 e entre 2018 e 2020.

## Carreira

### 2013–2016: Terceira rodada em Wimbledon e Miami, estreia no top 100
Maria tirou um ano sabático em 2013, para ter o primeiro filho, e voltou ao circuito na Copa Colsanitas 2014.

### 2017–2020: Top 50, primeiro título do WTA Tour
Maria alcançou a posição mais alta de sua carreira entre as 50 primeiras em novembro de 2017.
Ela ganhou seu primeiro título WTA Tour de simples no Mallorca Open de 2018, derrotando Anastasija Sevastova.

### 2022: Primeira semifinal importante em Wimbledon
Maria conquistou seu segundo título na Copa Colsanitas, derrotando Laura Pigossi na final.
Em Wimbledon, ela venceu na terceira rodada contra a número 5 do mundo, Maria Sakkari (sua quinta vitória entre as 10 primeiras), e nas oitavas de final contra a 12ª colocada Jeļena Ostapenko, onde salvou dois match points. Isso a tornou a jogadora mais velha a estrear nas quartas de final de Wimbledon. Nas quartas de final, ela venceu a compatriota Jule Niemeier [en], que estava rankeada em 97º lugar, em três sets. Ela alcançou a semifinal de Wimbledon como a sexta jogadora na "Era Aberta" com mais de 34 anos e a sexta mulher da Alemanha. Ela perdeu a partida da semifinal para a segunda "cabeça de chave" e número 2 do mundo, Ons Jabeur, em três sets. Ela foi a primeira mãe de dois filhos a chegar às semifinais de um torneio Major desde Margaret Court em Wimbledon 1975, e apenas a quarta jogadora classificada fora do top 100 a chegar às semifinais de Wimbledon. Ela foi premiada como jogadora de "Retorno do Ano" da WTA por seu desempenho em 2022.

### 2023: Terceiro título
Em abril, Maria defendeu seu título na Copa Colsanitas em Bogotá, derrotando  Peyton Stearns na final.
Depois disso, seus melhores resultados foram: uma quartas de final em Surbiton [en] onde perdeu para Katie Swan [en] em jogo de três sets; a final do Veneto Open que perdeu para  Ashlyn Krueger também em jogo de três sets.
Já na temporada de quadras duras, Maria chegou a uma semifinal em Varsóvia que perdeu para a eventual vice-campeã Laura Siegemund mais uma vez em jogo de três sets.
Na temporada em quadras duras na América, primeiro Maria conquistou o Barranquilla Open vencendo a francesa Fiona Ferro na final em sets diretos. Já na América do norte, ela chegou à semifinal em Cleveland, onde perdeu para Sara Sorribes Tormo em sets diretos. No US Open, ela não foi bem, caindo na primeira rodada para Petra Martic.
Maria iniciou a temporada asiática em Osaka, onde perdeu seu jogo de abertura para Panna Udvardy [en] em jogo duro de três sets. Em seguida, no Guangzhou Open, ela chegou às quartas de final, onde perdeu para Yulia Putintseva em mais um jogo de três sets. Já em Tóquio, novamente, não passou da primeira rodada. No Aberto da China, ela passou por Martina Trevisan na primeira rodada mas perdeu para a cabeça de chave número cinco Elena Rybakina em sets diretos na segunda.

### 2024
Maria iniciou a temporada no Hobart International no qual venceu Nadia Podoroska na primeira rodada, quando, venceu primeiro set e em seguida, a adversária desistiu da partida por contusão. Em seguida, perdeu na segunda rodada para  Viktoriya Tomova em sets diretos. Depois disso, partiu para o Australian Open, no qual, venceu Camila Osorio na primeira rodada em jogo de três sets e perdeu para a cabeça de chave N° 26 Jasmine Paolini na segunda rodada sets diretos. Permanecendo na Ásia, seu próximo compromisso foi no Thailand Open onde, como cabeça de chave N° 4, venceu Arianne Hartono [en] na primeira rodada em sets diretos e perdeu na segunda para  Katie Volynets em jogo de três sets. Continuando em quadras duras, tanto na Europa, quanto no Oriente Médio quanto na América, seu desempenho não melhorou, ficando na segunda ou na primeira rodada em todos os torneios que participou até março.
Maria iniciou a temporada em quadras de saibro no San Luis Open onde perdeu na primeira rodada para Anna Bondar em jogo de três sets. Em seguida, tentou defender seu título da temporada anterior na Copa Colsanitas na qual chegou às quartas de final onde perdeu para a eventual campeã Camila Osorio em jogo de três sets. Com esse resultado, ela caiu para o N° 65 no ranking de simples da WTA. Em seguida, participou do Time Alemanha da Copa Billie Jean King onde venceu seu jogo contra Laura Pigossi em três sets. Depois disso, participou do Porsche Tennis Grand Prix mas ficou na primeira rodada. No Aberto de Madri, passou por Peyton Stearns na primeira rodada em jogo de três sets mas perdeu na segunda para a cabeça de chave N° 23 Victoria Azarenka em sets diretos. No Aberto de Roma, passou por Linda Fruhvirtová na primeira rodada em jogo de três sets mas perdeu na segunda para a cabeça de chave N° 10 Daria Kasatkina em sets diretos. Já no Aberto da França, perdeu na primeira rodada para Clara Tauson em sets diretos.
Maria começou a temporada em quadras de grama em um torneio W100 da ITF, o Surbiton Trophy [en], no qual chegou à afinal que perdeu para Alison Van Uytvanck em jogo de três sets, ficando com o vice-campeonato. No Nottingham Open, venceu Emiliana Arango [en] na primeira rodada em jogo de três sets, mas perdeu para Magdalena Frech na segunda, também em jogo de três sets. Logo depois, no Bad Homburg Open, perdeu para a vinda da qualificatória, Viktoriya Tomova, na primeira rodada em sets diretos. Em seguida, participou do Torneio de Wimbledon, no qual, perdeu para cabeça de chave N° 32 Katie Boulter na primeira rodada em sets diretos. Depois disso, de volta às quadras de saibro, Maria não teve nenhum sucesso, perdendo na primeira rodada no Palermo Ladies Open, no Iasi Open e nos Jogos Olímpicos.
Maria retornou às quadras duras na América do norte pelo Aberto do Canadá, no qual voltou a perder na primeira rodada. No torneio seguinte, já na América do sul, tentou defender seu título no Barranquilla Open, e teve sucesso parcial. Ela chegou até a final, que no entanto perdeu para Nadia Podoroska em jogo de três sets, ficando com o vice-campeonato.

## Vida pessoal
Seu pai, Heinrich Malek (polonês: Henryk Małek), foi um jogador de handebol internacional polonês de Zabrze.
Em 8 de abril de 2013, ela se casou com seu treinador, o ex-tenista francês Charles-Edouard Maria. Seu primeiro filho, uma filha chamada Charlotte, nasceu em 20 de dezembro de 2013, e sua segunda filha, Cecilia, nasceu em 2 de abril de 2021.

## WTA finais

### Simples (2-0)
| Legenda                             |
| ----------------------------------- |
| Grand Slam (0–0)                    |
| WTA Tour (1–0)                      |
| Premier Mandatory & Premier 5 (0–0) |
| Premier (0–0)                       |
| International (1–0)                 |

| Finais por Piso |
| --------------- |
| Duro (0–0)      |
| Saibro (1–0)    |
| Grama (1–0)     |
| Carpete (0–0)   |

| Resultado | Número | Data       | Torneio                   | Nível         | Piso   | Oponente             | Placar        |
| --------- | ------ | ---------- | ------------------------- | ------------- | ------ | -------------------- | ------------- |
| Campeã    | 1      | Jun 2018   | Mallorca Open, Espanha    | International | Grama  | Anastasija Sevastova | 6–4, 7–5      |
| Campeã    | 2      | Abril 2022 | Copa Colsanitas, Colômbia | WTA 250       | Saibro | Laura Pigossi        | 6–3, 4–6, 6–2 |

### Duplas (4–4)
| Legenda                             |
| ----------------------------------- |
| Grand Slam (0–0)                    |
| WTA Tour (0–0)                      |
| Premier Mandatory & Premier 5 (0–0) |
| Premier (0–0)                       |
| International (4–4)                 |

| Finais por Piso |
| --------------- |
| Duro (2–1)      |
| Saibro (1–3)    |
| Grama (0–0)     |
| Carpete (1–0)   |

| Posição | N. | Data             | Torneio                                   | Piso        | Parceira            | Oponentes                            | Placar                     |
| ------- | -- | ---------------- | ----------------------------------------- | ----------- | ------------------- | ------------------------------------ | -------------------------- |
| Vice    | 1. | 26 Julho 2009    | Gastein Ladies, Bad Gastein, Áustria      | Saibro      | Andrea Petkovic     | Andrea Hlaváčková Lucie Hradecká     | 2–6, 4–6                   |
| Campeã  | 2. | 16 Setembro 2012 | Challenge Bell, Quebec, Canadá            | Carpete (i) | Kristina Mladenovic | Alicja Rosolska Heather Watson       | 7–6(7–5), 6–7(6–8), [10–7] |
| Vice    | 3. | 6 Outubro 2014   | HP Open, Osaka, Japão                     | Duro        | Lara Arruabarrena   | Shuko Aoyama Renata Voráčová         | 1–6, 2–6                   |
| Vice    | 4. | 19 Julho 2015    | Swedish Open, Båstad, Suécia              | Saibro      | Olga Savchuk        | Kiki Bertens Johanna Larsson         | 5–7, 4–6                   |
| Campeã  | 5. | Abril 2016       | Copa Colsanitas, Bogotá, Colombia         | Saibro      | Lara Arruabarrena   | Gabriela Cé Andrea Gámiz             | 6–2, 4–6, [10–8]           |
| Vice    | 6  | Abril 2016       | Morocco Open, Rabat, Marrocos             | Saibro      | Raluca Olaru        | Xenia Knoll Aleksandra Krunić        | 3–6, 0–6                   |
| Campeã  | 7  | Março 2018       | Abierto Mexicano Telcel, Acapulco, México | Duro        | Heather Watson      | Kaitlyn Christian Sabrina Santamaria | 7–5, 2–6, [10–2]           |
| Título  | 8  | Setembro 2019    | Korea Open, Seul, Coreia do Sul           | Duro        | Lara Arruabarrena   | Hayley Carter Luisa Stefani          | 7–6(7), 3–6, [10–7]        |